# فرانسيسكو مونتيروسو
فرانسيسكو مونتيروسو (بالإنجليزية: Francesco Monterosso)‏ هو لاعب كرة قدم أسترالي في مركز الهجوم، ولد في 20 أبريل 1991 في أديلايد في أستراليا. شارك مع منتخب أستراليا تحت 20 سنة لكرة القدم. أما مع النوادي، فقد لعب مع أديلايد يونايتد ونورث إيسترن ميترو ستارز.

## وصلات خارجية
- فرانسيسكو مونتيروسو على موقع قاعدة بيانات كرة القدم.إي يو (الإنجليزية)
- فرانسيسكو مونتيروسو على موقع عالم كرة القدم.نت (الإنجليزية)